# Callinectes
Genre
Callinectes est un genre de crabes de la famille des Portunidae. Il regroupe une vingtaine d'espèces actuelles ou fossiles.

## Liste des espèces
- Callinectes affinis Fausto, 1980
- Callinectes amnicola (Rochebrune, 1883)
- Callinectes arcuatus Ordway, 1863
- Callinectes bellicosus Stimpson, 1859
- Callinectes bocourti A. Milne-Edwards, 1879
- Callinectes danae S. I. Smith, 1869
- Callinectes exasperatus (Gerstaecker, 1856)
- Callinectes gladiator Benedict, 1893
- Callinectes larvatus Ordway, 1863
- Callinectes marcaiboensis Taissoun, 1962
- Callinectes marginatus (A. Milne-Edwards, 1861)
- Callinectes ornatus Ordway, 1863
- Callinectes rathbunae Contreras, 1930
- Callinectes sapidus M. J. Rathbun, 1896 - crabe bleu
- Callinectes similis A. B. Williams, 1966
- Callinectes toxotes Ordway, 1863
- †Callinectes alabamensis Rathbun, 1935
- †Callinectes declivis Rathbun, 1918
- †Callinectes jamaicensis Withers, 1924
- †Callinectes reticulatus Rathbun, 1918

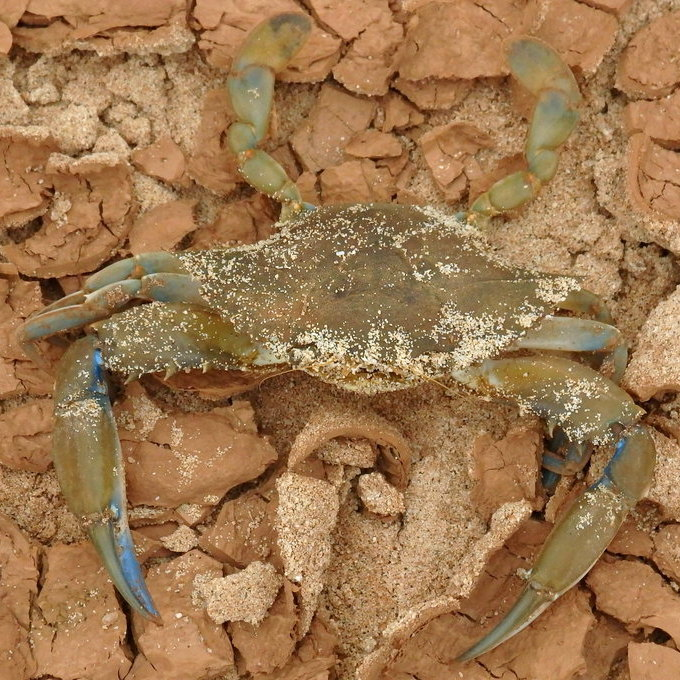
Callinectes amnicola
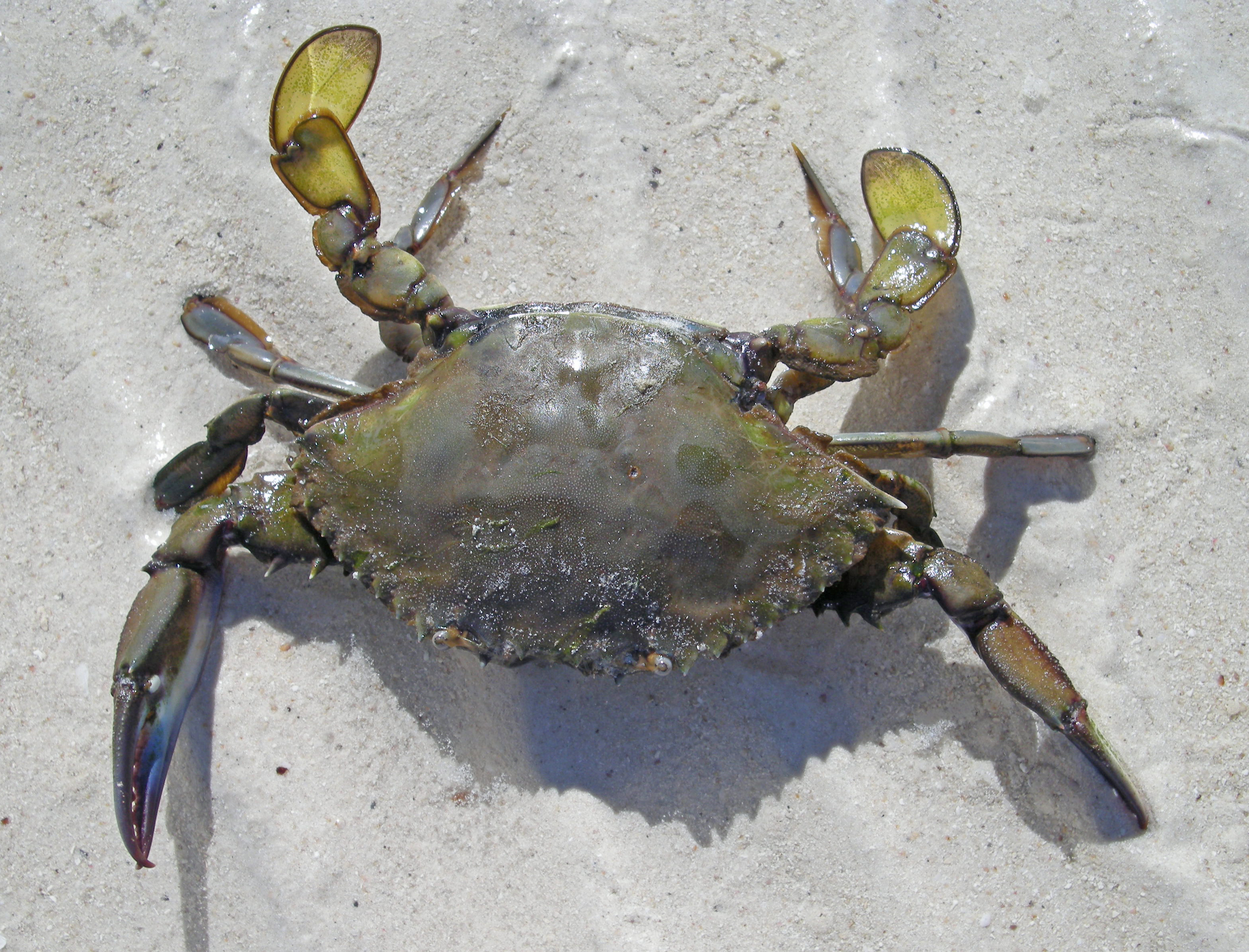
Callinectes arcuatus
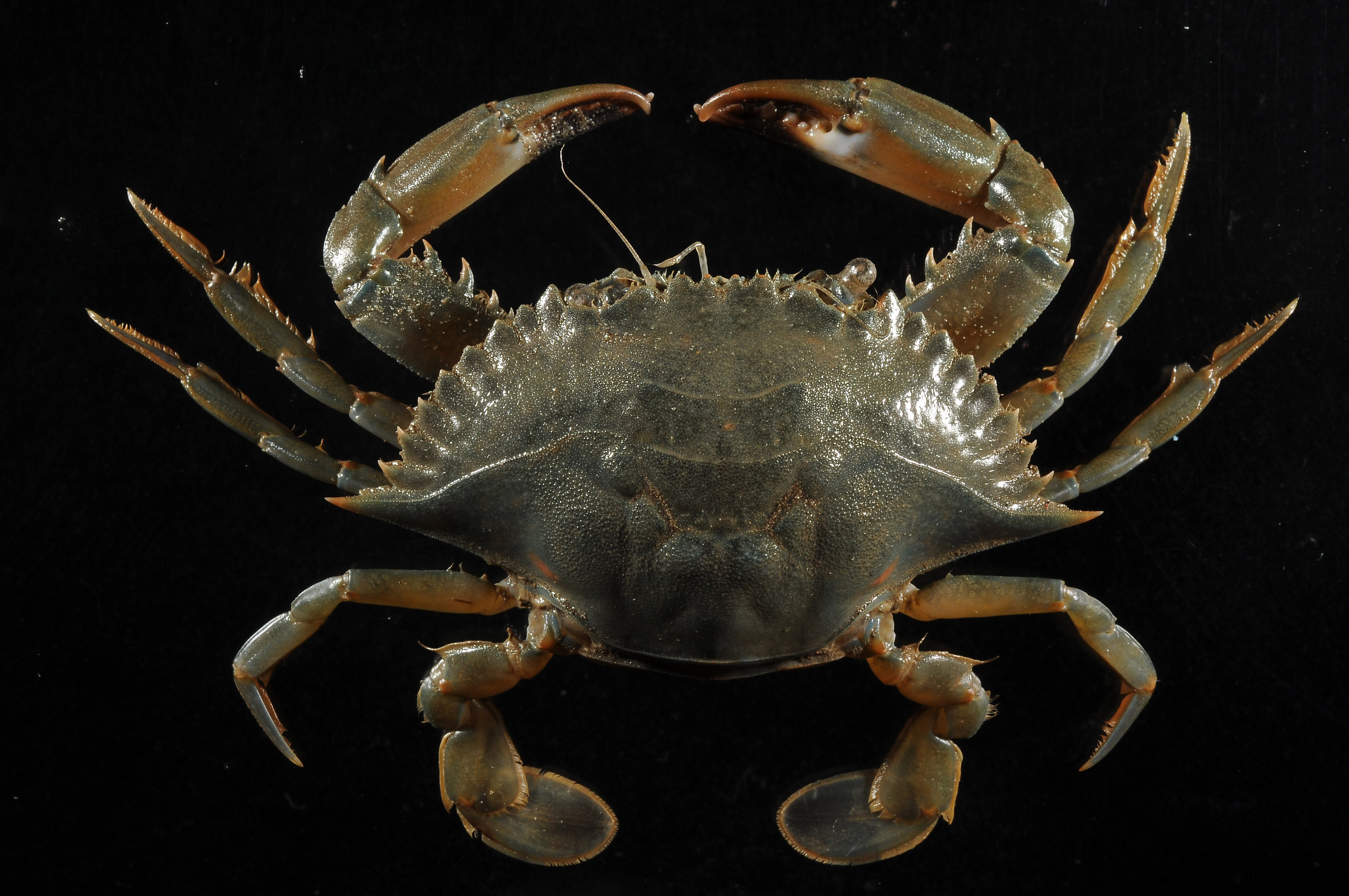
Callinectes bocourti
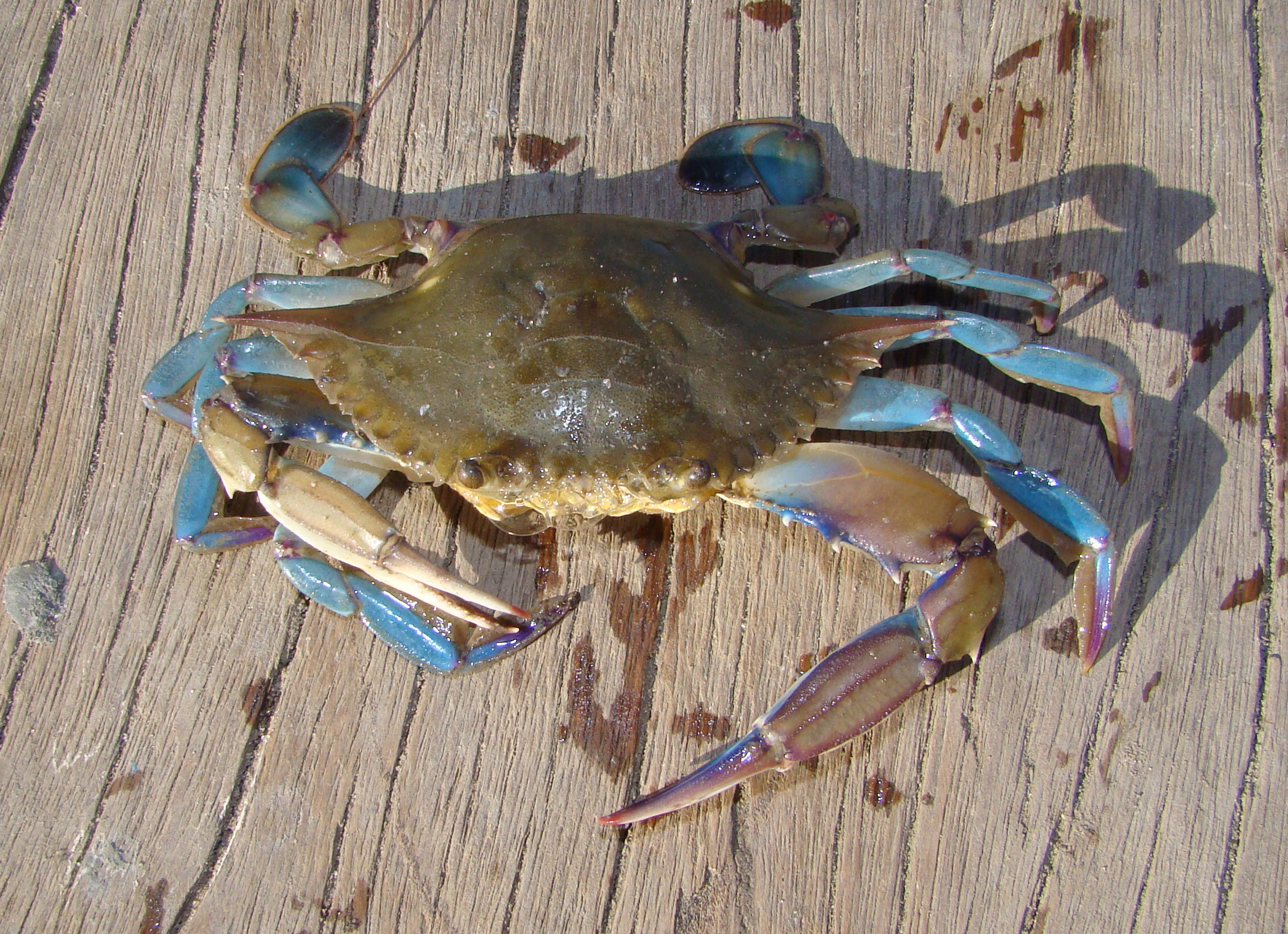
Callinectes danae
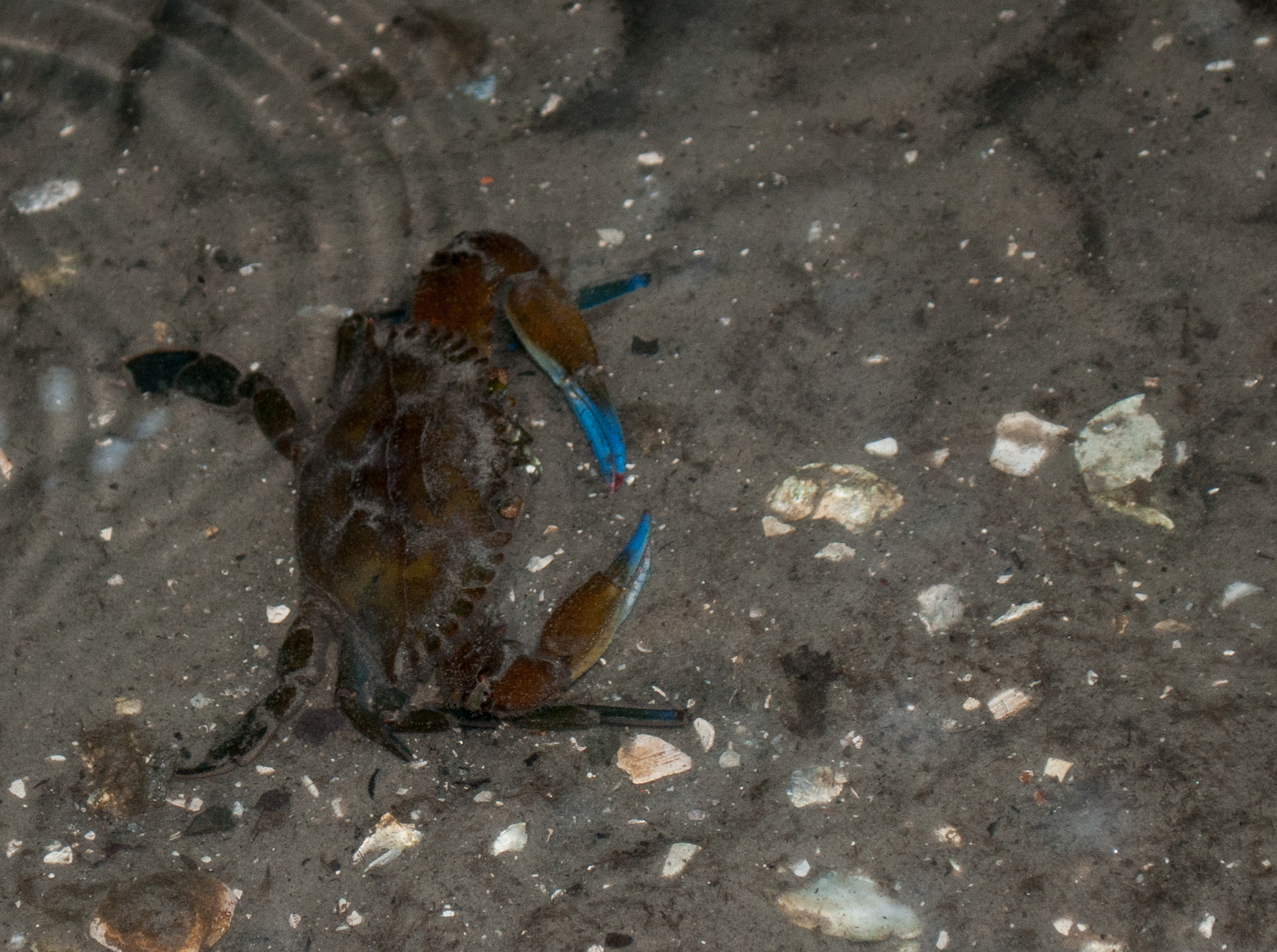
Callinectes exasperatus
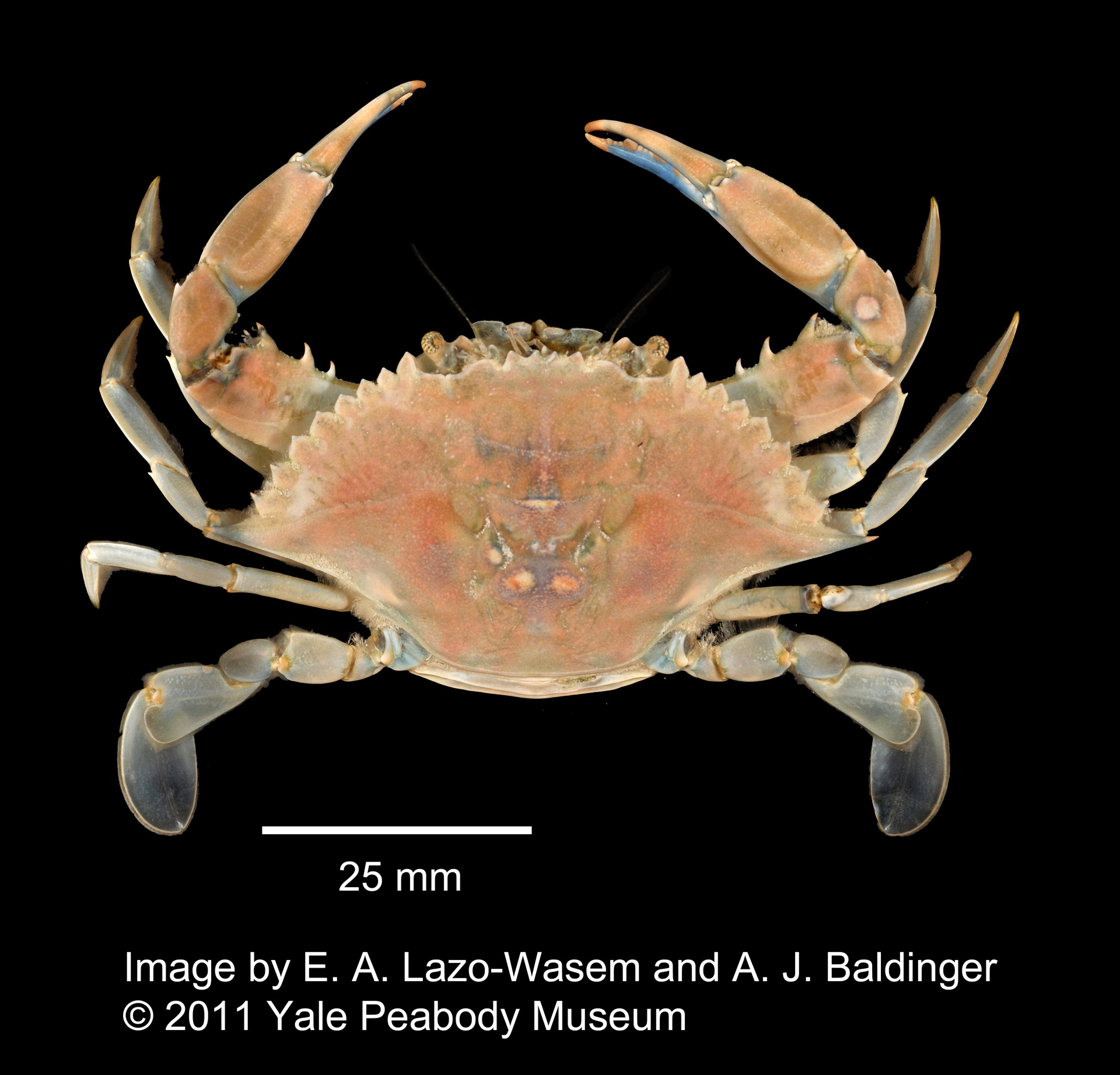
Callinectes ornatus
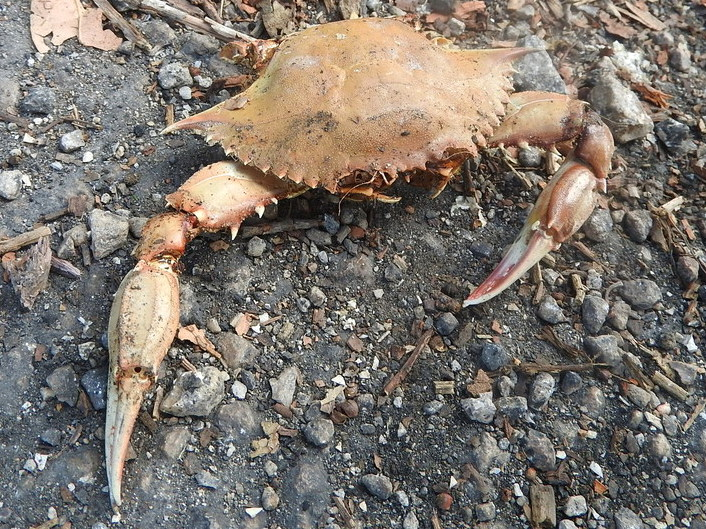
Callinectes rathbunae
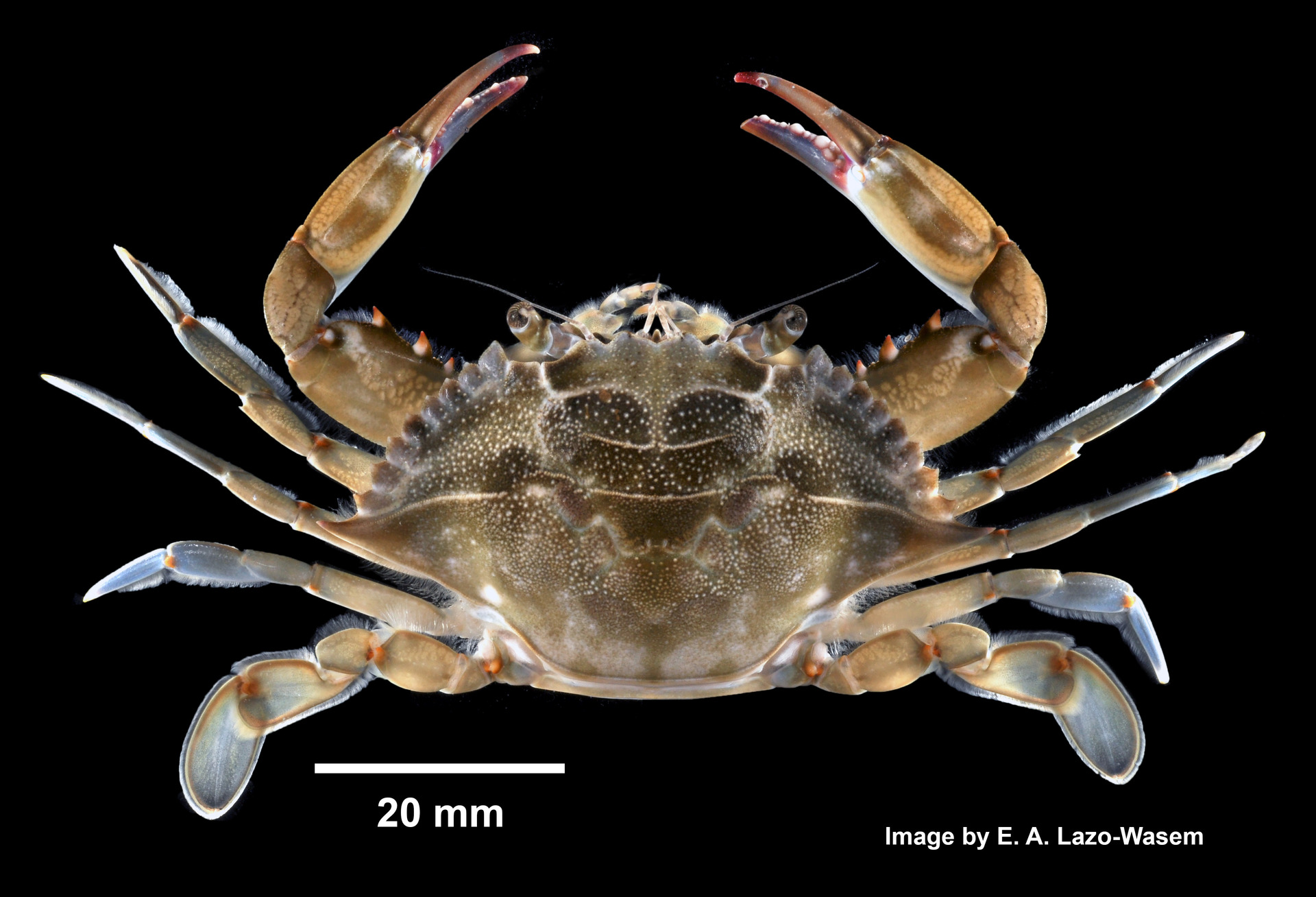
Callinectes sapidus
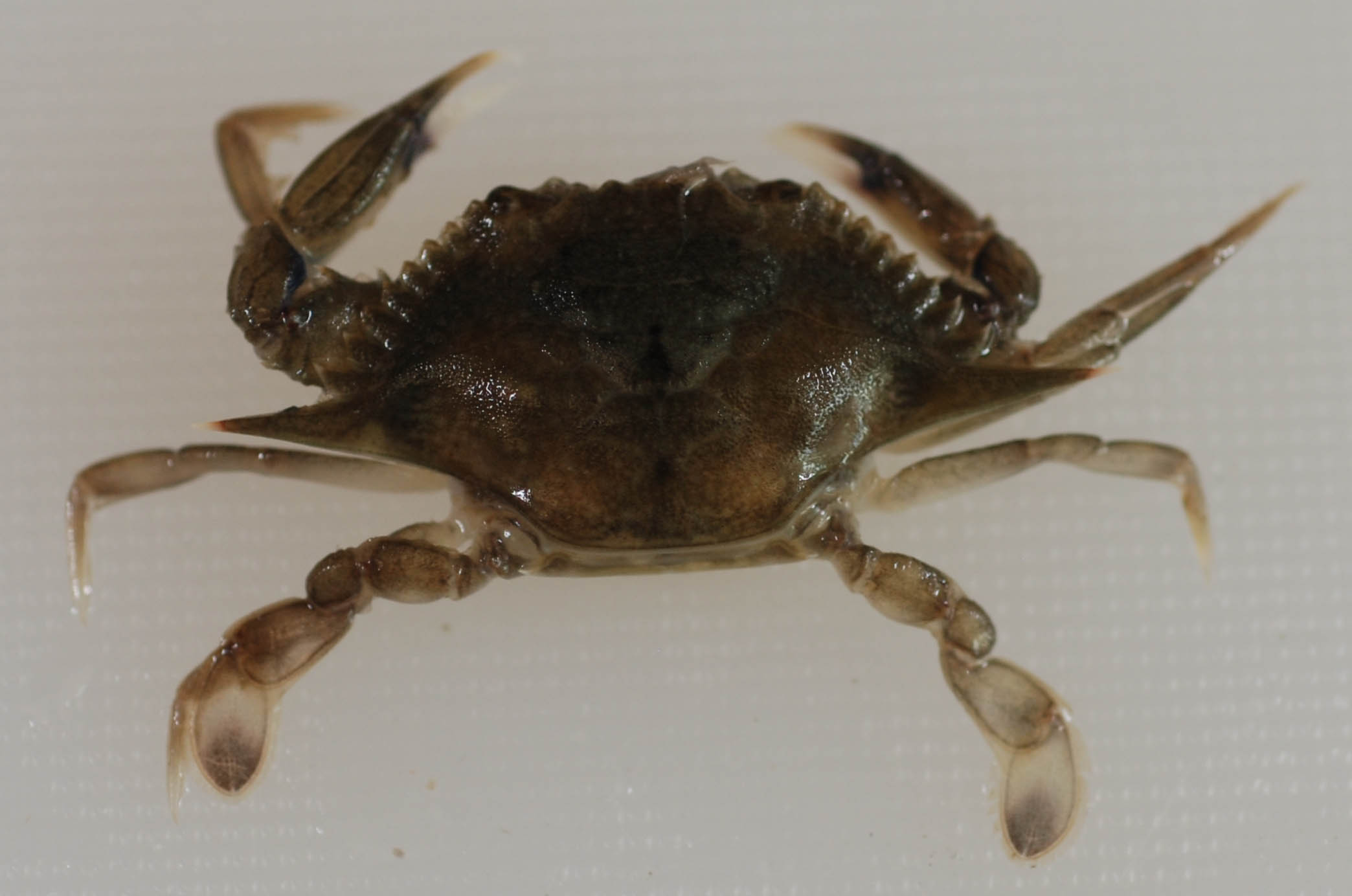
Callinectes similis
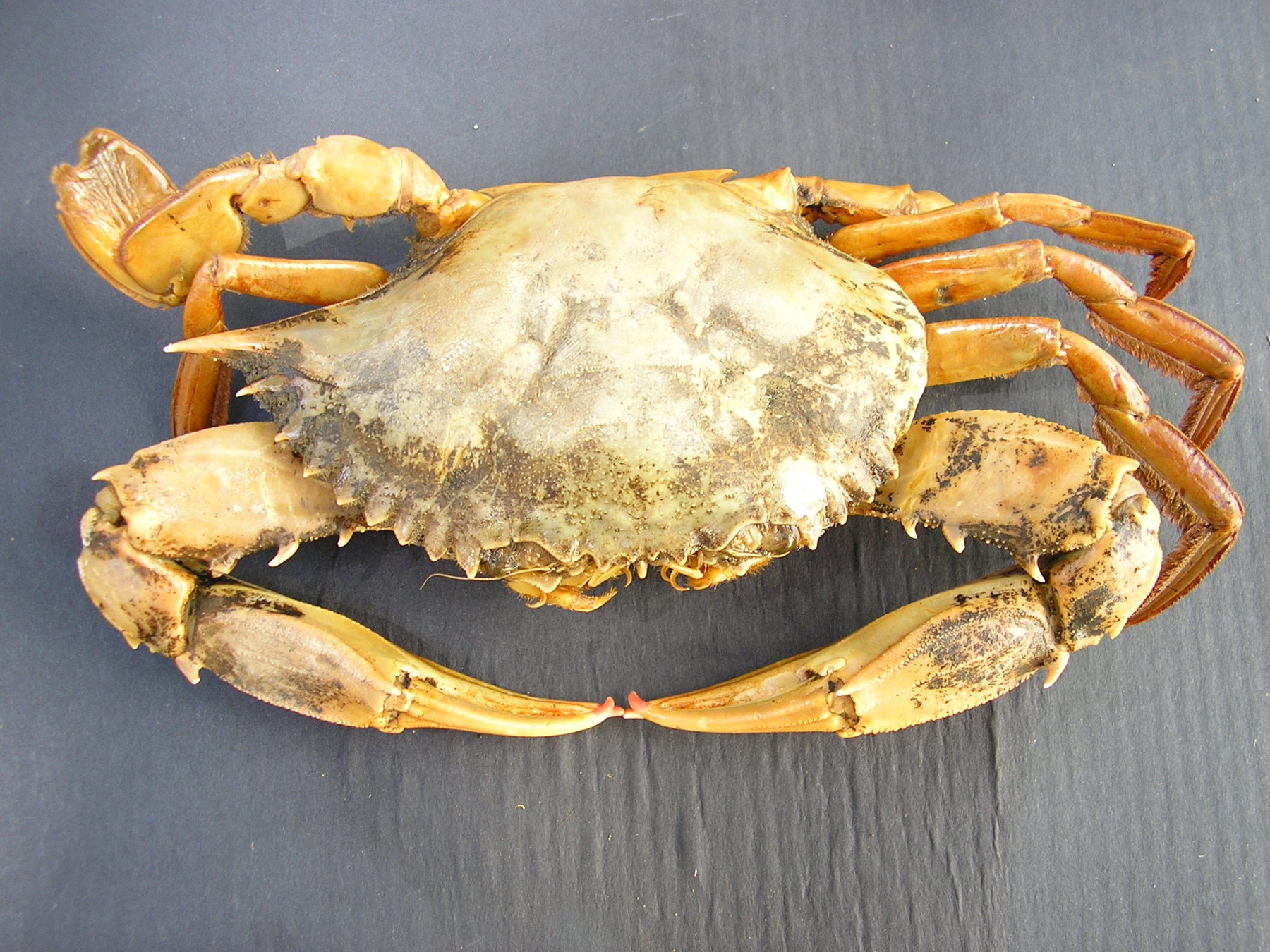
Callinectes toxotes

## Référence
- Stimpson 1860 : Notes on North American Crustacea, in the Museum of the Smithsonian Institution, No. II. Annals of the Lyceum of Natural History of New York, vol. 7, p. 177–246.